# Zur Heiligen Familie (Berchtesgaden)

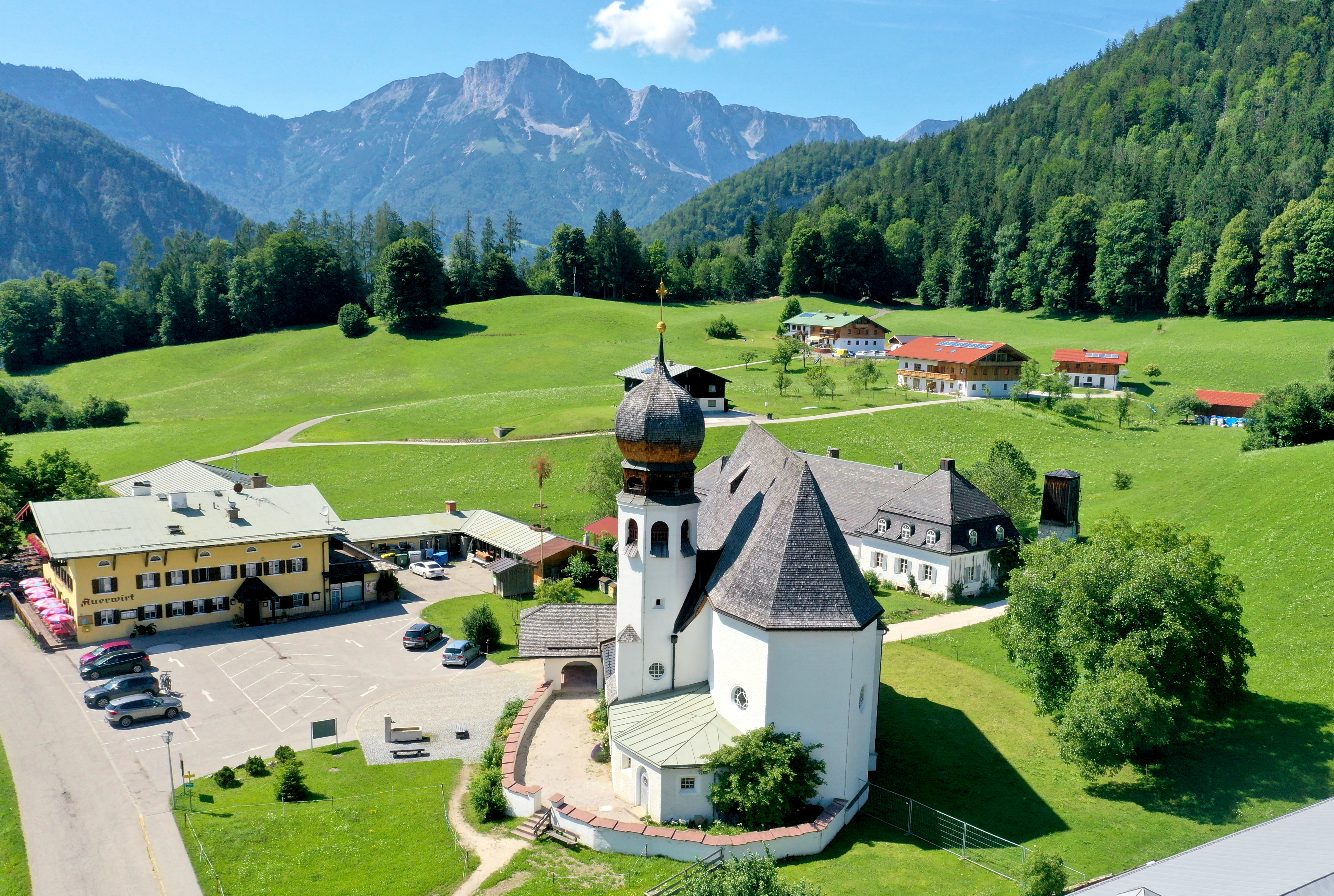
Die Pfarrkirche Zur Heiligen Familie mit Blick zum Untersberg

Zur Heiligen Familie im Berchtesgadener Ortsteil Oberau in Bayern, ist die Pfarrkirche der römisch-katholischen Pfarrei Heilige Familie Au im Pfarrverband Stiftsland Berchtesgaden, Dekanat Berchtesgaden in der Erzdiözese München und Freising. Die heute denkmalgeschützte Kirche nach Plänen von Franz Rank wurde am 2. Juli 1911 von Erzbischof Franziskus von Bettinger geweiht.

## Gebäude und Geschichte
Die Kirche Zur Heiligen Familie wurde 1907–1908 nach einem Entwurf von Franz Rank in der damals noch selbständigen Gemeinde Au bei Berchtesgaden errichtet. Den Altar, gestiftet von Prinzregent Luitpold von Bayern, schuf Theodor Kolmsperger, Altarbild und Leonhardaltar Waldemar Kolmsperger junior. Der Besitzer des Hofbrauhaus Berchtesgaden, Rudolf Kriß sen., Vater von Rudolf Kriß jun. stiftete die Orgel. Das Eisengitter in der Kirche stammt aus der Berchtesgadener Stiftskirche.

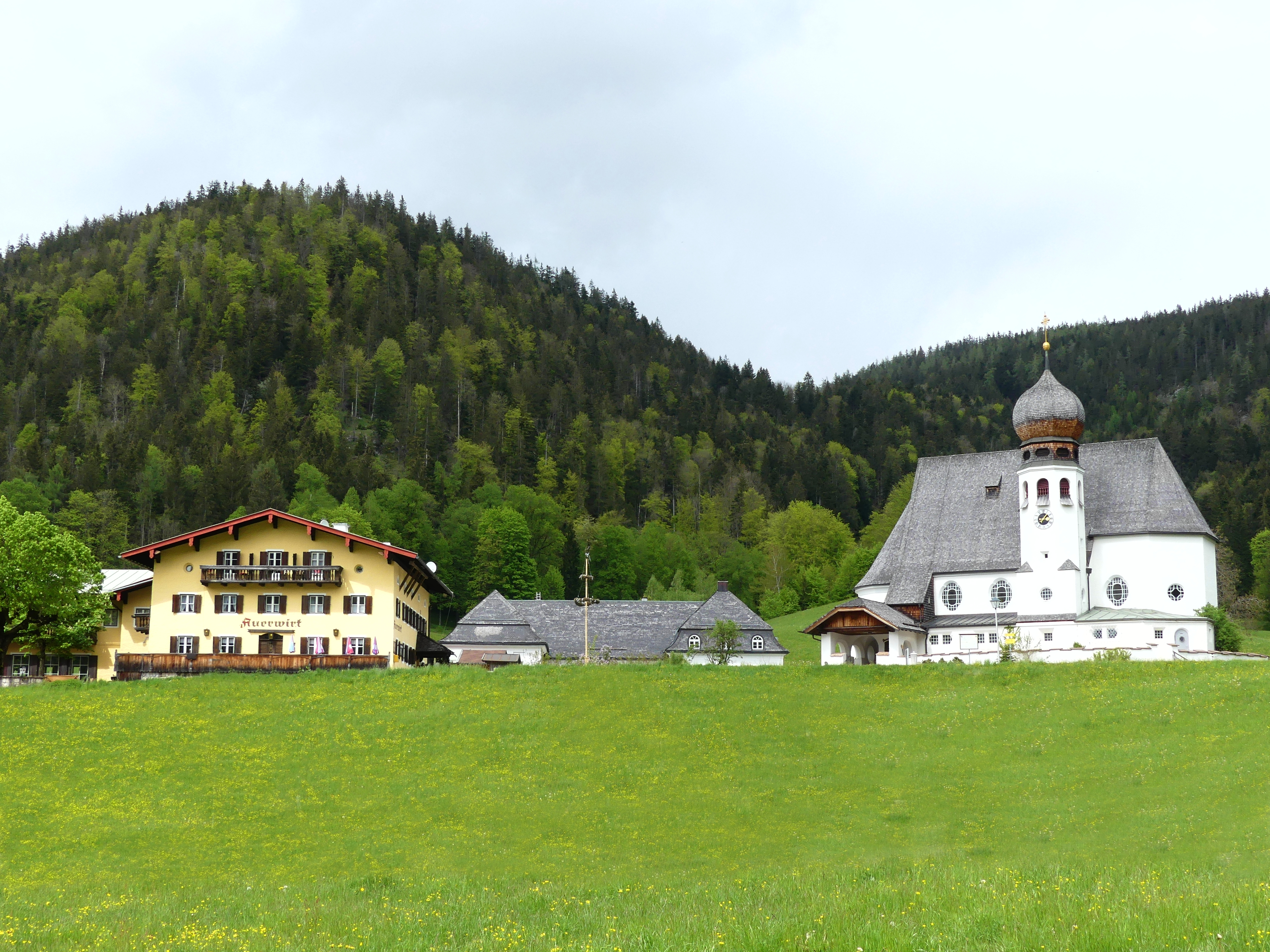
Ansicht Pfarrkirche mit der Traditionsgaststätte Auerwirt daneben
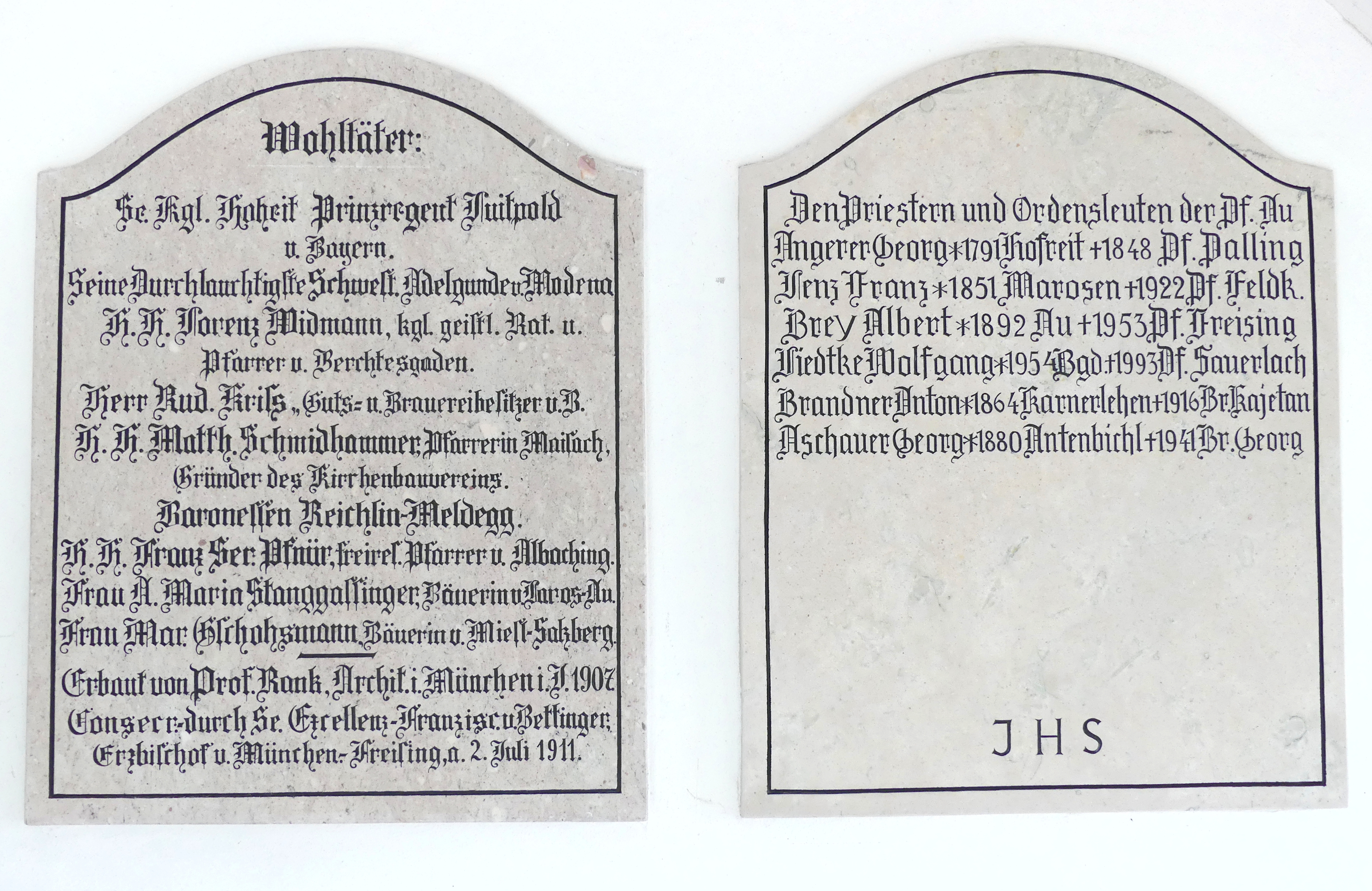
Gedenktafel an die Stifter der Kirche
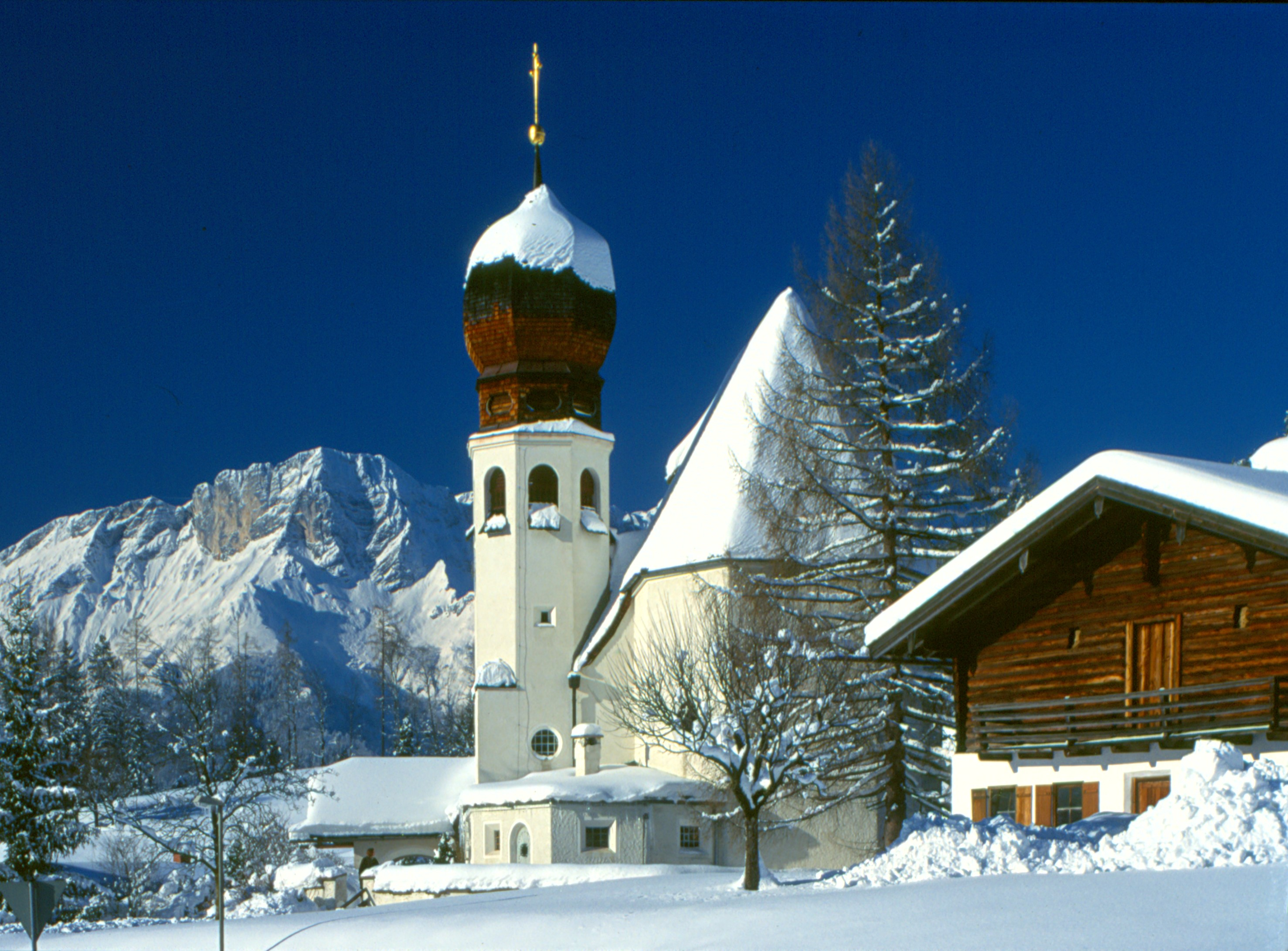
Winteransicht

## Ausstattung

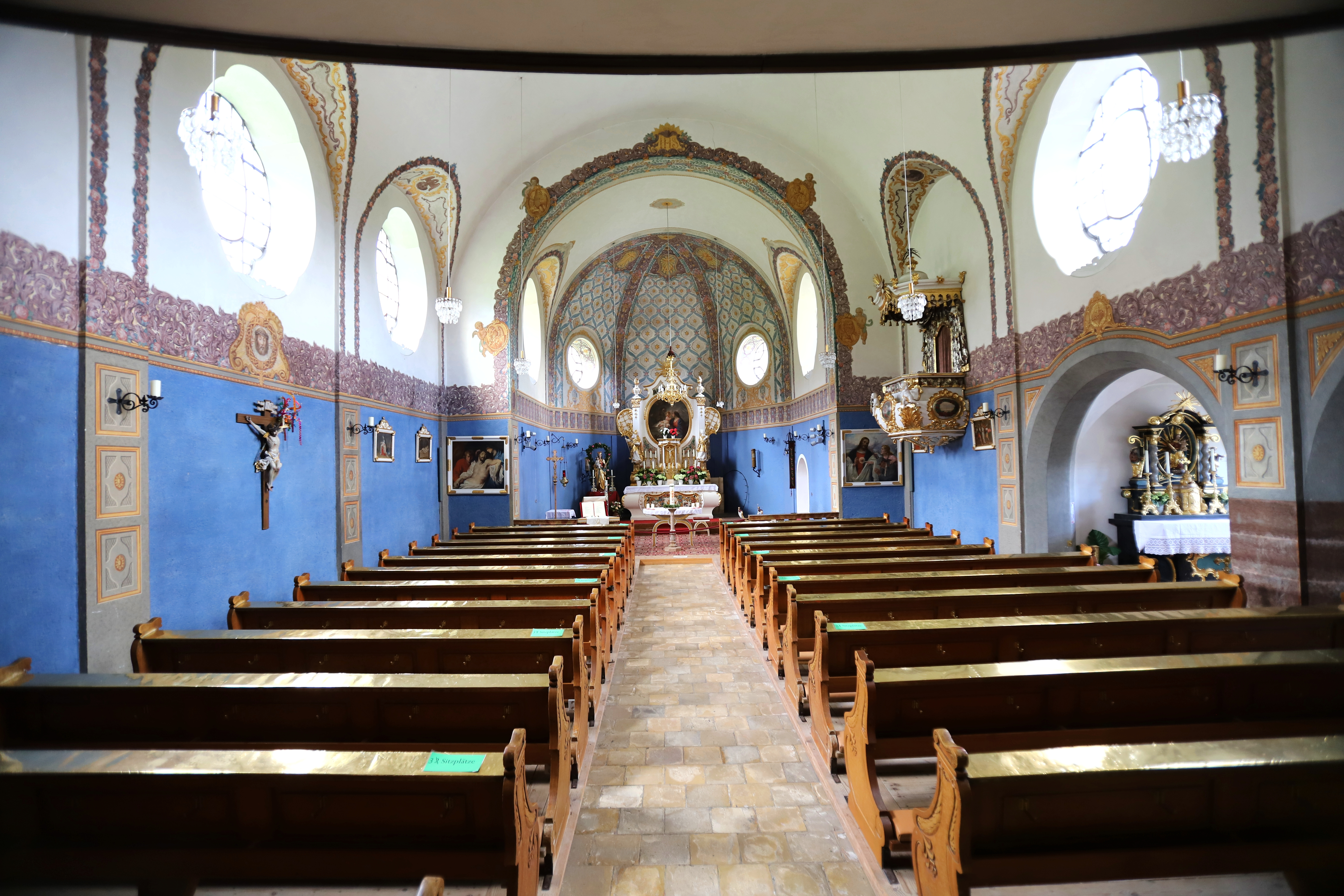
Blick vom Eingang zum Leonhardaltar
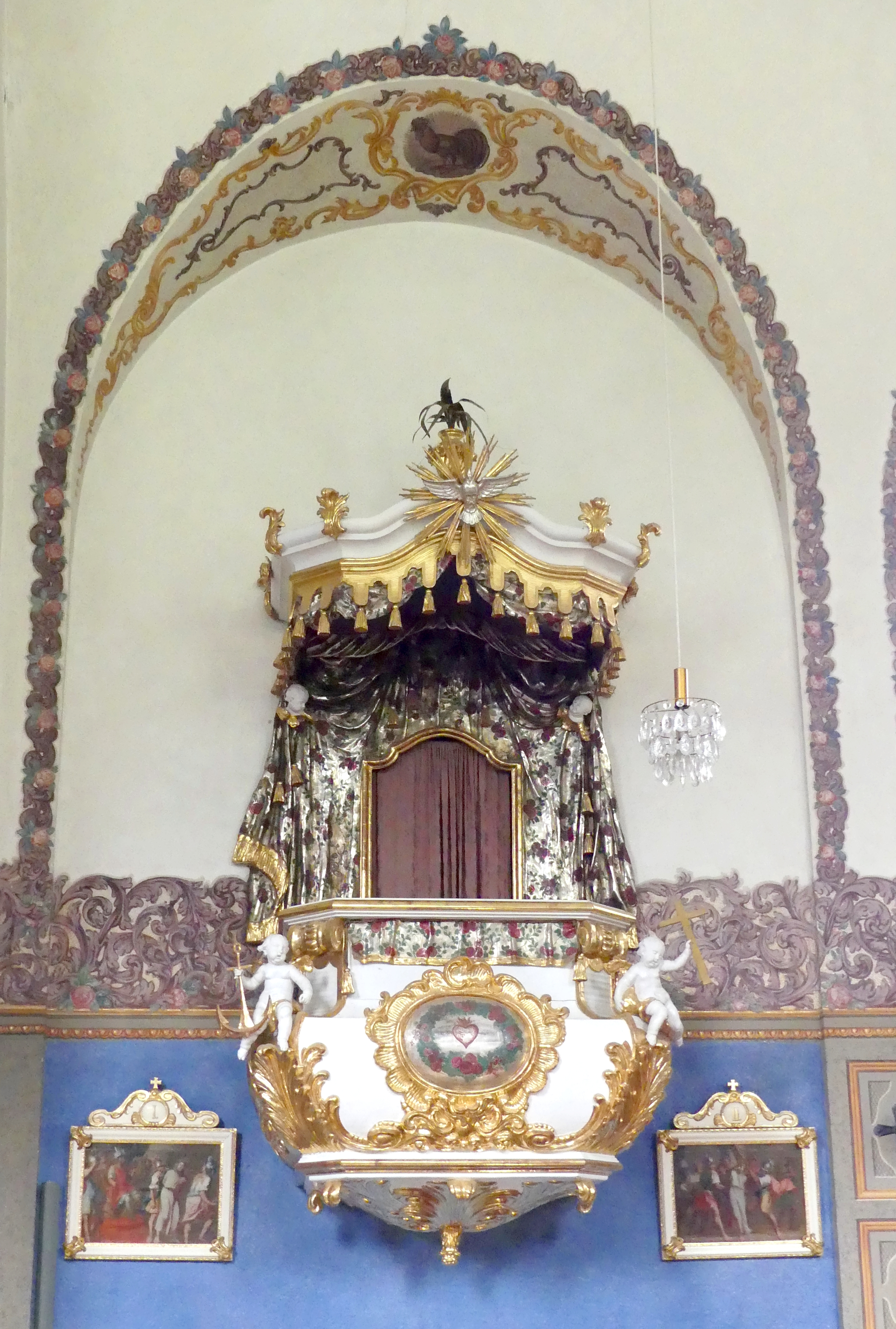
Kanzel
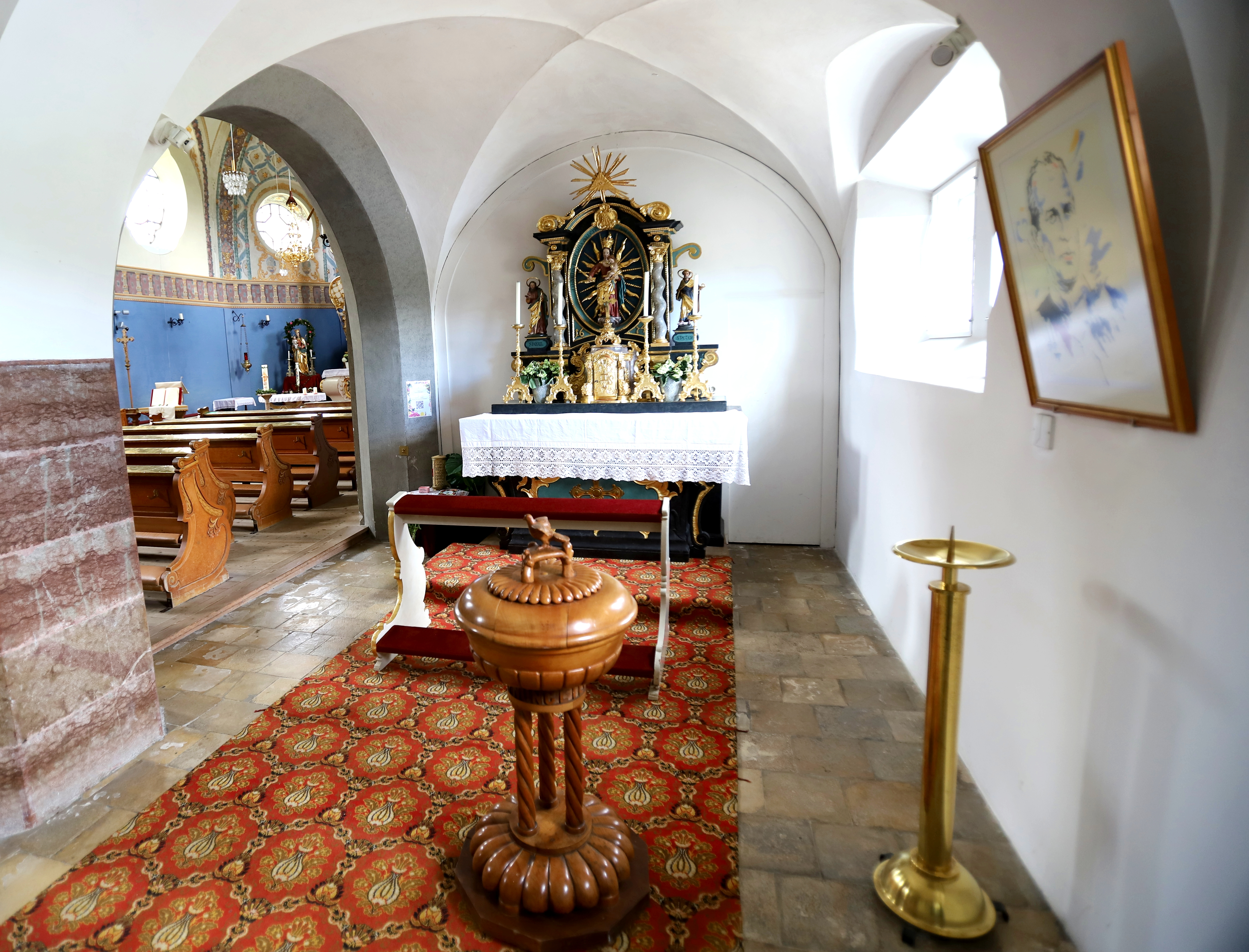
Marienaltar, davor das Taufbecken
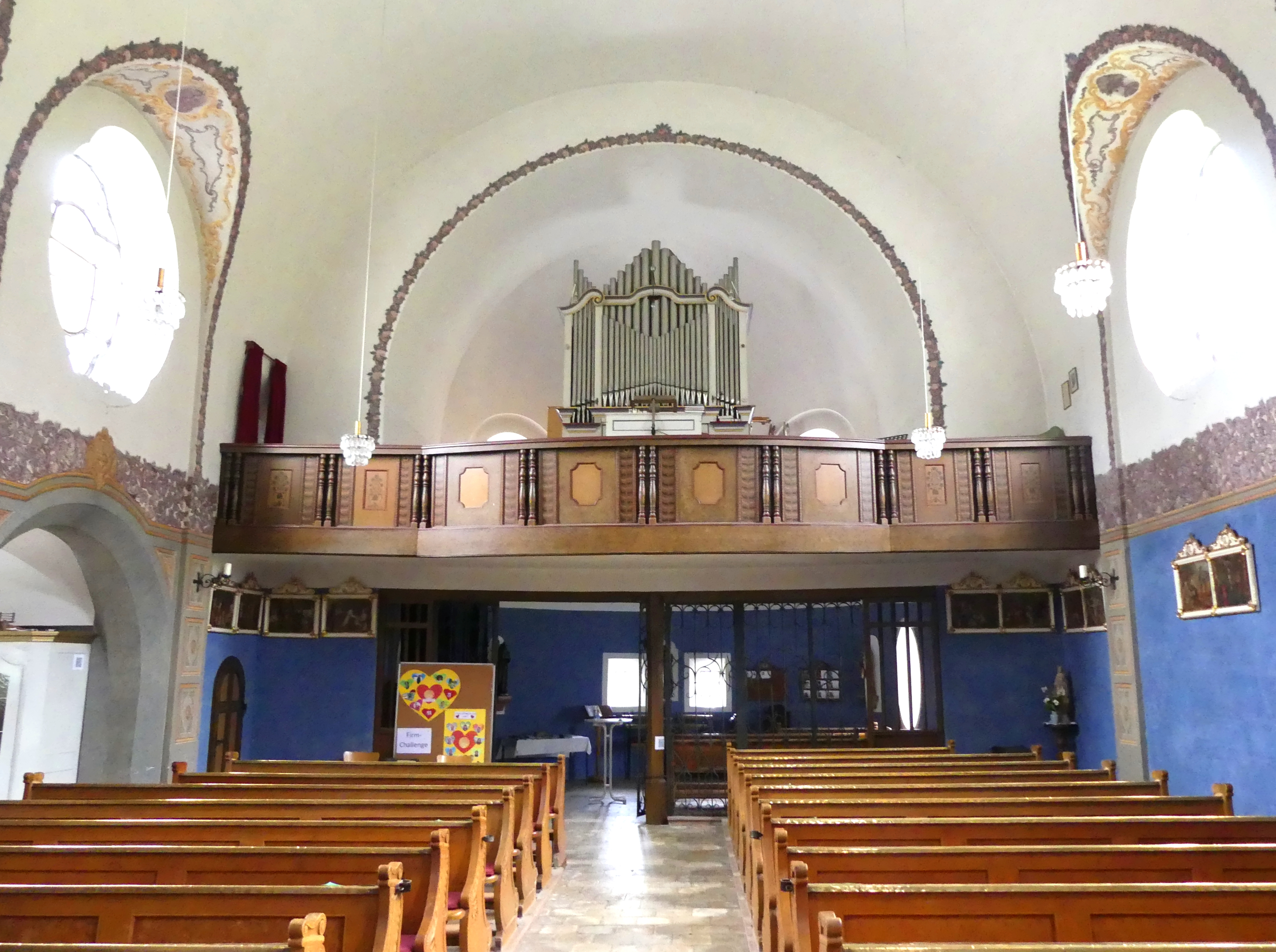
Eingang, darüber Empore mit Orgel

## Pfarrei und Pfarrverband
Die Pfarrgemeinde Heilige Familie Au unterhält neben der Pfarrkirche noch in der Restener Siedlung Buchenhöhe die Franziskuskirche als Filialkirche.
Die Pfarrgemeinde gehörte bis 2015 zusammen mit St. Nikolaus und ihrer Filial- und Wallfahrtskirche Mariä Heimsuchung (Ettenberg) in Marktschellenberg dem Pfarrverband Marktschellenberg an. Am 1. November 2015 wurde der Pfarrverband Stiftsland Berchtesgaden begründet, zu dem sich die drei Pfarreien St. Andreas Berchtesgaden, St. Nikolaus Marktschellenberg und Hl. Familie Au zusammenschlossen, und der am 1. Juni 2019 um den ehemaligen Pfarrverband Bischofswiesen erweitert wurde.